# Here Comes Inspiration
Here Comes Inspiration es el cuarto álbum de estudio del cantautor estadounidense Paul Williams. Fue publicado en febrero de 1974 a través de A&M Records.

## Recepción de la crítica
Un escritor no especificado de la revista Cash Box comentó: “La encantadora y tierna balada «You and Me Against the World», una canción bellamente orquestada, contrasta con la breve parodia romántica titulada «Nilsson Sings Newman» y da una idea del concepto de Paul sobre el ritmo y la yuxtaposición de su material. Paul utiliza nada menos que 50 músicos y cantantes para darle a este LP la riqueza que lo caracteriza”. Un escritor no especificado de Record World le otorgó el certificado de “Hit of the Week”, y comentó: “Dulzura, sensibilidad, humor y calidez, todo ello envuelto en un paquete perfecto llamado Paul Williams. Cada corte es una joya”. Un escritor no especificado de la revista Billboard comentó: “Las excelentes canciones del compositor van acompañadas de deslumbrantes arreglos cortesía de Ken Ascher, un gran talento que sabe cómo complementar hermosos pastiches hechos de frases escalofriantes y apasionantes”.

## Lista de canciones
Todas las canciones escritas y compuestas por Paul Williams, excepto donde esta anotado. 
| Lado uno |                                                    |          |  |
| N.º      | Título                                             | Duración |  |
| 1.       | «Nilsson Sings Newman» (Williams, Kenny Ascher)    | 0:53     |  |
| 2.       | «You and Me Against the World» (Williams, Ascher)  | 3:42     |  |
| 3.       | «You Know Me» (Williams, Ascher)                   | 3:32     |  |
| 4.       | «Born to Fly»                                      | 3:02     |  |
| 5.       | «That's What Friends Are For»                      | 3:57     |  |
| 6.       | «Rainy Days and Mondays» (Williams, Roger Nichols) | 3:36     |  |

| Lado dos |                                           |          |  |
| N.º      | Título                                    | Duración |  |
| 1.       | «Inspiration» (Williams, Ascher)          | 3:07     |  |
| 2.       | «If We Could Still Be Friends»            | 2:59     |  |
| 3.       | «What Would They Say»                     | 2:39     |  |
| 4.       | «Driftwood»                               | 3:40     |  |
| 5.       | «In the Beginning» (Williams, Ron Davies) | 3:34     |  |
| 6.       | «Dream Away» (Williams, Johnny Williams)  | 4:22     |  |

## Créditos y personal
Créditos adaptados desde las notas de álbum de Here Comes Inspiration.
Músicos
- Sección Rítmica 
  - Ken Ascher – piano
  - Art Munson – guitarra
  - Gary Mallaber – batería, percusión
  - Leland Sklar, David Parlato – bajo eléctrico
  - Dave Garland – órgano
- Coristas
  - Stan Farber, Tom Bahler, Ron Hicklin, Gene Morford – coros
- Banda de Dixieland 
  - Warren Luening – corneta
  - Dick Nash – trombón
  - Tom Scott – clarinete
  - Al Hendrickson – banjo, ukulele
- Cuarteto de Cuerdas
  - Gerald Vinci – primer violín
  - Nathan Ross – segundo violín
  - Samuel Boghossian – viola
  - Edgar Lustgarten – violonchelo
- La Orquesta
  - Marshall Sosson, Gerald Vinci – concertino
  - Arnold Belnick, Irving Geller, Sheldon Sanov, Marilyn Baker, William Henderson, Wilbert Nuttycombe, Nathan Ross, George Kast, Jerome Reisler – violín
  - Garth Nuttycombe, Allan Harshman, Samuel Boghossian – viola
  - Douglas Davies, Raymond Kelley, Frederick Saykora, Edgar Lustgarten – violonchelo
  - Buell Neidlinger, Richard Feves, Oscar Meza – contrabajo
  - Marvin Stamm, Chuck Findley – fliscorno
  - Warren Luening, Conte Candoli – trompeta 
  - Tom Morgan – armónica
  - Alan Robinson – corno francés
  - Victor Feldman, Alan Estes, Gary Coleman – percusión
  - Charles Harrington, Don Menza – flautín
  - John Morell – guitarra de doce cuerdas
  - Ernest McDaniel – bajo eléctrico

Personal técnico
- Kenny Ascher – productor
- Tommy Vicari – ingeniero de audio, mezclas
- Linda Tyler – ingeniera asistente
- Bernie Grundman – masterización
- Ronald Young – director artístico
- Junie Osaki – diseño de portada
- Suzanne Ayres – fotografía

## Posicionamiento
| Gráfica (1974)                            | Pico de posición |
| ----------------------------------------- | ---------------- |
| Estados Unidos (Billboard Top LPs & Tape) | 165              |
| Estados Unidos (Cash Box Top 100 Albums)  | 123              |